# Hostomice
Hostomice − miasto w Czechach, w kraju środkowoczeskim. Według danych z 31 grudnia 2003 powierzchnia miasta wynosiła 2 827 ha, 
W dniu 1 stycznia 2023 liczba jego mieszkańców 1 887 osób.

## Demografia
| Rok             | 1970  | 1980  | 1991  | 2001  | 2003  |
| --------------- | ----- | ----- | ----- | ----- | ----- |
| Liczba ludności | 1 906 | 1 735 | 1 556 | 1 530 | 1 491 |

Źródło: Czeski Urząd Statystyczny